# Adalgisel (hofmeier)
Adalgisel of Adalgis (Adalgyselus ducis in het Latijn) was een Frankische hertog en hofmeier van Austrasië. Hij kreeg dat ambt in december 633 of januari 634 op het moment dat Sigebert III, die toen nog een kleuter was, het koningschap in naam overnam. Samen met bisschop Kunibert van Keulen trad Adalgisel op als regent voor de jonge koning. Adalgisel, Kunibert en Sigebert werden allemaal aangeduid door koning Dagobert I, wiens macht door de adel werd gecontesteerd. Bij de dood van Dagobert in 639 werd Adalgisel vervangen door Pepijn van Landen, die het jaar daarop zelf overleed.
Omstreeks 640 leidden Adalgisel en Grimoald het Austrasische leger tegen de opstandige Thuringers, wier leider Radulf een verbond sloot met de Agilolfingische hertog Fara. Fara werd overwonnen, maar Radulf verschanste zich aan de Unstrut en wist rond 642 het Austrasiche leger te verslaan dankzij een deel overlopers. Hoewel Adalgisel zijn positie verloor, is er geen bewijs dat hij op dat moment stierf. Zijn naam bleef opduiken in latere oorkonden, wat erop kan wijzen (als het om dezelfde persoon gaat) dat hij nog lang leefde. 
Hij liet een zoon Bodogisel achter, die hem had vergezeld in de strijd tegen de Thuringers en die later hertog van Auvergne werd. 